# Барнс, Джон (музыкант)
Джон Барнс (англ. John Barnes; 15 мая 1932 — 2022) — британский джазовый саксофонист и кларнетист, который в начале своей карьеры играл джаз в стиле Нового Орлеана, также играл на саксофоне в мейнстримовом стиле. Был композитором для комедийных шоу, в том числе «Одинокий жилец».

## Биография
Джон Барнс родился в Манчестере 15 мая 1932 года. В начале 1950-х начал свою карьеру играя на флюгельгорне, затем переключился на кларнет. В 1967 году выступал с шотландским джазовым трубачом и корнетистом Алексом Уэлшем и его джаз-бэндом. Начал играть на альт-саксофоне, баритон-саксофоне, сопрано-саксофоне и флейте. Его сотрудничество с Уэлшем продолжалось до 1977 года. За это время он смог выступить на джазовом фестивале в Ньюпорте в возрасте 37 лет в 1969 году. После прекращения сотрудничества с Уэлшом работал в качестве соруководителя с тромбонистом Роем Уильямсом в Midnite Follies Orchestra, в состав которого входили многие американские джазовые исполнители. 
Барнс также работал со многими известными артистами, в том числе с Джанет Джексон, Лео Сэйером, Хамфри Литтелтоном, Джерри Маллиганом, Спайком Робинсоном, Бобби Уэллинсом и Китом Николсом. В мае 1964 года после серьёзной автомобильной аварии Барнса, игравшего в группе Алекса Уэлша, заменил Эл Гей до его восстановления. Барнс считал Коулмана Хокинса и Джонни Ходжеса своими главными учителями по игре на саксофоне на протяжении всей своей карьеры. 

## Личная жизнь и смерть
В 2011 году, во время поездки в Греции, Барнс перенёс инсульт. 9 февраля 2012 года в клубе 100 на Оксфорд-стрит в Лондоне был проведён благотворительный концерт в поддержку Барнса. 
Барнс умер 18 апреля 2022 года в возрасте 89 лет. 